# Cantó de Saint-Omer-Sud
El cantó de Saint-Omer-Sud és un cantó francès del departament del Pas de Calais, situat al districte de Saint-Omer. Té 4 municipis i el cap és Saint-Omer.

## Municipis
- Longuenesse
- Saint-Omer (part)
- Tatinghem
- Wizernes

## Història
| Data d'elecció                           | Identitat          | Partit           | Qualitat |
| ---------------------------------------- | ------------------ | ---------------- | -------- |
| 1945-1951                                | Henri Puype        | SFIO             |          |
| 1951-1978                                | M. Dauchez         | Divers droite    |          |
| 1958-1976                                | Benjamin Catry     | UNR, després UDR |          |
| 1976-2001                                | Jean Saint-André   | PS               |          |
| 2001-                                    | Jean-Marie Barbier | PS               |          |
| les dades anteriors no són pas conegudes |                    |                  |          |
|                                          |                    |                  |          |